# ユヴァスキュラ
ユヴァスキュラ (フィンランド語: Jyväskylä, フィンランド語発音: [ˈjyʋæsˌkylæ]) はフィンランド・中央スオミ県の都市。ユヴァスキュラ郡に属する。ヘルシンキから270 km。タンペレからは140 km、人口144,477人（2021年12月31日付）。
街はユヴァスヤルヴィ (Jyväsjärvi) と呼ばれる湖の畔を中心に広がっている。イッタラのガラス食器のデザインでも知られる建築家のアルヴァ・アールトゆかりの町で、サウナッツァロの村役場（Säynätsalo Town Hall）など、アールト建築が多く残っている。市内にはアルヴァ・アールト美術館とフィンランド中央博物館が隣接して立地するほか、ユヴァスキュラ大学も所在する。また世界ラリー選手権 (WRC) の名物イベント、ラリー・フィンランドが開催されている。

## 歴史
ユヴァスキュラは1837年、ニコライ1世によって建てられた。

## 交通

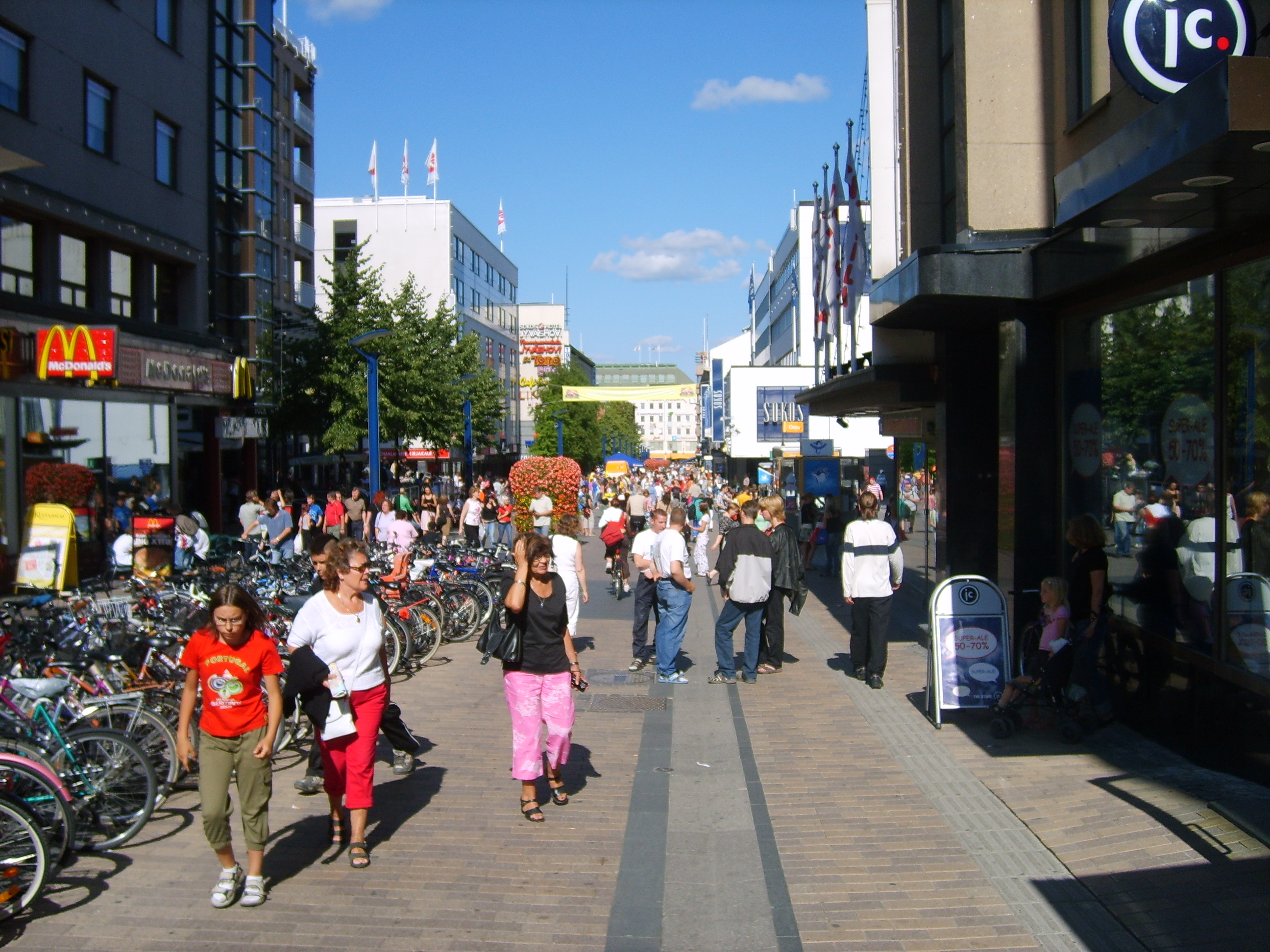
メイン・ストリート

ヘルシンキ、タンペレ方面からユヴァスキュラ駅にペンドリーノが乗り入れている。近年、新駅舎が完成し近代化された。趣きのある旧駅舎は残されており、アンティークショップなどとなっている。高速道路も通っている。バスは鉄道のないユヴァスキュラ〜ラハティ間へは重要な交通機関となっている。

## スポーツ
スキージャンプの世界記録保持者、マッチ・ニッカネン (Matti Nykänen) の出身地であり、彼は市内にある丘を走って昇り降りすることで身体を鍛えたといわれている。
ユヴァスキュラを本拠地に置くサッカークラブチームとして、JJKユヴァスキュラが存在し、2008年シーズンは2部相当のウッコネンに所属している。
アイスホッケーではSMリーガのチーム、JYPユヴァスキュラが存在し、カナダカップで2度リーグ制覇を果たしている。
毎年夏にはラリー・フィンランドが開催され、多くの観戦者が訪れる。スペシャルステージ (SS) の周りに湖が点在しており、過去に「1000湖ラリー」とも呼ばれていた。ラリーカーは未舗装路を高速で駆け抜け、シリーズ屈指のジャンプを魅せることでも有名である。このラリーの勝者は地元のフィンランド出身が多く、2007年をもって引退したマーカス・グロンホルムが最多勝を誇っている。2021年にはトヨタ自動車がWRC参戦のためのファクトリーを開設し、2022年末にはトヨタ・ガズー・レーシング・ヨーロッパ（TGR-E）から分社化した「TOYOTA GAZOO Racing World Rally Team（TGR-WRT）」の本社も同ファクトリーに置かれた。
2010年にフィンランド年間最優秀スポーツ選手に選ばれたオリエンテーリング選手、ミンナ・カウッピが住んでいることでも有名である。

## 姉妹都市・友好都市
- エスビャウ、デンマーク
- エシルストゥーナ、スウェーデン
- デブレツェン、ハンガリー
- ネスコイプスタズル、アイスランド
- 新座市、日本[3]
- ポツダム、ドイツ
- ポズナン、ポーランド
- スタヴァンゲル、ノルウェー
- ヤロスラヴリ、ロシア
- ハラパ（英語版）、ヌエバ・セゴビア県、ニカラグア
- 牡丹江市、中華人民共和国